# Plantation (Broward County, Florida)
Plantation ist eine Stadt im Broward County im US-Bundesstaat Florida.
Das U.S. Census Bureau hat bei der Volkszählung 2020 eine Einwohnerzahl von 91.750 ermittelt.

## Geographie
Plantation liegt etwa 30 Kilometer nördlich von Miami. Angrenzende Kommunen sind Sunrise, Lauderhill, Fort Lauderdale und Davie.

### Klima
Die höchsten Temperaturen sind im Mai bis Oktober, mit bis zu 33 °C. Die kältesten Monate von Dezember bis Februar mit durchschnittlich 20 °C. Schneefall ist in der Region nahezu unbekannt.

## Geschichte
Bereits tausende von Jahren hatten in Florida Indianer gelebt, lange bevor die ersten spanischen Forscher und Eroberer in die südöstlichen Gebiete Nordamerikas vorrückten. Der Tequesta-Indianerstamm lebte im Süden Floridas etwa 2000 Jahre lang, bis zu Beginn des 18. Jahrhunderts. Sie lebten in der Nähe von Stränden, Flussmündungen und in den kleinen Buchten. Sie hatten keine ausgeprägte Landwirtschaft, produzierten aber schon ihr eigenes Mehl und verarbeiteten verschiedene Wurzeln. Die Hauptnahrungsmittel waren aber Fisch und verschiedenste Meeresfrüchte. Sie betätigten sich als Fischer und Seefahrer. Ihre Spuren ließen sich auch in Kuba nachweisen. Die Tequesta bestatteten ihre Toten in besonders erbauten Erdhügeln. Einen solchen Erdhügel gibt es beim 14. Loch des Plantation Country Clubs. Die Begräbnisstätte wurde 1975 von Wilma Williams freigelegt. Bei der Ausgrabung wurden u. a. Töpferwaren, Werkzeuge, Tierknochen und die menschlichen Knochen einer Frau gefunden. Das 14. Loch wurde seitdem auch scherzhaft mit dem indianischen Spitznamen „Funnee-Okko-Pokko“, was so viel wie „Knochenhaufen“ bedeutet, bedacht.
Nach Juan Ponce de León kamen andere Forscher, Eroberer und auch Kolonisten in dieses Gebiet. Der Stamm der Sequesta verschwand nach und nach. Das Verhältnis zu den europäischen Eindringlingen war zum Schluss nicht gut gewesen. Dafür wurden sie zu oft angelogen und versklavt. Einige Tequesta wurden in Kämpfen mit den Europäern getötet, die meisten starben jedoch an den von den Europäern eingeschleppten Krankheiten.
Um 1800 waren die meisten Indianerstämme aus Florida verschwunden. Der Creek-Stamm, der eigentlich in Georgia und Alabama lebte, zog in den Norden Floridas. Diese „Flüchtlinge“ wurden „Seminolen“ genannt, Creek-Wort für Flüchtende, Ausreißer. Die Seminolen wurden sesshaft, bauten Getreide an und züchteten Vieh, Schweine und Hühner. Ihre Hütten bauten sie auf Pfählen am Rand eines Gewässers. Aus Angst vor den Weißen gaben sie ihre Ländereien wieder auf und zogen sich weiter in die sumpfigen Gebiete der Everglades zurück. Ihr Lebensmittelpunkt wurde die Jagd und der Tauschhandel, indem sie die Häute von Alligatoren, Rehen, Waschbären und Ottern an den Handelsstationen hauptsächlich gegen Nahrungsmittel, Stoff, Fallen und Munition tauschten. In den Everglades bewegten sie sich mit bis zu 10 Meter langen Kanus, die leicht genug waren und genügend Auftrieb hatten um über seichte Wasser der Sumpfgebiete zu fahren.
1906 untersuchte eine Ingenieur-Einheit des Militärs die Möglichkeiten die Everglades trockenzulegen. Das war der Startschuss für viele Landspekulanten. Ab 1911 zogen immer mehr Menschen in dieses Gebiet, als bekannt wurde, dass ein Gebiet zwischen dem Okeechobeesee und den Everglades trockengelegt worden war und in eine Plantage umgewandelt worden war. Die „Sewell Locks“ wurden gebaut, damit mit hölzernen Lastkähnen die Produkte bis zum Okeechobee Lake gefahren werden konnten. Heute sind die „Sewell Locks“ ein nationales Denkmal. Auch in den 1920er Jahren blieb das Broward County ein Landstrich mit wenig Entwicklung und Infrastruktur, abgesehen von der Bahnlinie an der Ostküste und dem Dixie-Highway, der zu dieser Zeit kaum mehr als eine Gasse war. Die weiteren Pläne der Trockenlegung der Everglades lösten einen regelrechten Kaufboom der Landspekulanten aus, der jedoch nicht von langer Dauer war. Ein im Broward County wütender Orkan vernichtete fast alle bereit erstellten Gebäude.
1931 zog der spätere Gründer von Plantation, Frederick C. Peters und seine Familie, von Missouri in das Dade South County, dem heutigen Miami-Dade County. Er führte die später für Florida berühmte rote Kartoffel ein, entdeckte das unterirdische Frischwassersystem und brachte Hereford-Rinder in das damals noch fast unbewohnte Broward County.
In den 1940er Jahren erfuhr das Broward County, wie der Rest der Nation, einige radikale Veränderungen, bedingt durch den Zweiten Weltkrieg und der Vergrößerung der Wirtschaft. 1949 wurde die Hausbesitzer-Vereinigung durch Dr. Abram Hoffman in Plantation ins Leben gerufen. Zu dieser Zeit gab es etwa 40 Häuser. Das Gebiet war nicht entwickelt. Es gab noch keine Straßenbeleuchtung, Telefon oder Post. Aber die ersten Menschen zog es unaufhaltsam in den Süden. So wurde in den 1950er Jahren der Plantation Country Club gegründet. Er wurde das gesellschaftliche Zentrum der Stadt.
Mit einer Bevölkerung von ungefähr 500 Einwohnern und einem Budget von 1288 USD wurde die Stadt Plantation am 30. April 1953 gegründet. Die erste Ratssitzung fand am 11. Mai in einem alten Lagerhaus für Futtermittel statt. Eine Polizeiabteilung wurde 1955 gegründet. 1968 wurde die Bibliothek errichtet. In den 1970er Jahren zogen Tausende in dieses Gebiet und die Stadt wuchs sehr schnell. 1982 war die Bevölkerung bereits auf 50.000 Einwohner gewachsen und das Jahresbudget lag bei 64 Millionen USD.

### Demographische Daten
Laut der Volkszählung 2010 verteilten sich die damaligen 84.955 Einwohner auf 37.587 Haushalte. Die Bevölkerungsdichte lag bei 1509 Einw./km². 69,9 % der Bevölkerung bezeichneten sich als Weiße, 20,3 % als Afroamerikaner, 0,2 % als Indianer und 3,9 % als Asian Americans. 2,9 % gaben die Angehörigkeit zu einer anderen Ethnie und 2,9 % zu mehreren Ethnien an. 20,4 % der Bevölkerung bestand aus Hispanics oder Latinos.
Im Jahr 2010 lebten in 31,4 % aller Haushalte Kinder unter 18 Jahren sowie 24,6 % aller Haushalte Personen mit mindestens 65 Jahren. 66,0 % der Haushalte waren Familienhaushalte (bestehend aus verheirateten Paaren mit oder ohne Nachkommen bzw. einem Elternteil mit Nachkomme). Die durchschnittliche Größe eines Haushalts lag bei 2,47 Personen und die durchschnittliche Familiengröße bei 3,01 Personen.
23,5 % der Bevölkerung waren jünger als 20 Jahre, 26,9 % waren 20 bis 39 Jahre alt, 30,0 % waren 40 bis 59 Jahre alt und 19,5 % waren mindestens 60 Jahre alt. Das mittlere Alter betrug 40 Jahre. 47,4 % der Bevölkerung waren männlich und 52,6 % weiblich

## Sehenswürdigkeiten
Am 17. Februar 1978 wurde die Lock No. 1, North New River Canal in das National Register of Historic Places eingetragen.

## Wirtschaft und Infrastruktur
Die größten Arbeitgeber waren 2018:
| Arbeitgeber                 | Arbeitnehmer |
| --------------------------- | ------------ |
| Alorica                     | 2000         |
| DHL 1                       | 1400         |
| Motorola                    | 1200         |
| Chetu                       | 1160         |
| The Castle Group            | 1100         |
| TradeStation                | 1000         |
| Broward County School Board | 963          |
| Broward County              | 900          |
| Westside Medical Center     | 750          |
| City of Plantation          | 744          |

### Schulen
- Plantation Middle School (ca. 1350 Schüler)
- Seminole Middle School (ca. 1300 Schüler)
- Central Parl Elementary School (ca. 1200 Schüler)
- Tropical Elementary School (ca. 1000 Schüler)

### Weiterführende Bildungseinrichtungen
- Plantation High School (ca. 2800 Studenten)
- South Plantation High School (ca. 2650 Studenten)
- American Heritage School (ca. 1700 Studenten)

Weitere Weiterführende Bildungseinrichtungen gibt es im rund zehn Kilometer entfernt liegenden Fort Lauderdale: das „Keiser College“ (etwa 2800 Studenten), das „Broward Community College“ (etwa 12.500 Studenten), das „Art Institute“ (etwa 2500 Studenten), die „Nova Southeastern University“ (etwa 12.500 Studenten). In Miami befinden sich die „Barry University“ (etwa 5700 Studenten) und das „Miami-Dade Community College“ mit etwa 25.300 Studenten.

### Parks und Sportmöglichkeiten
Es gibt ein breites Angebot von verschiedenen Stadtparks sowie mehrere sportliche Einrichtungen sowie Spielwiesen und Möglichkeiten zum Camping. An Sportmöglichkeiten werden Softball, Baseball, Football, Basketball, Soccer und Schwimmen angeboten.

### Verkehr
Durch Plantation führt der U.S. Highway 441 sowie die Florida State Roads 91 (Florida’s Turnpike), 817, 838 und 842. Außerdem grenzt die I-595/SR 84 im Süden an das Stadtgebiet.
Der nächste Flughafen ist der etwa zehn Kilometer östlich gelegene Fort Lauderdale-Hollywood International Airport.

## Kriminalität
Die Kriminalitätsrate lag im Jahr 2010 mit 327 Punkten (US-Durchschnitt: 266 Punkte) im durchschnittlichen Bereich. Es gab zwei Morde, 14 Vergewaltigungen, 124 Raubüberfälle, 151 Körperverletzungen, 779 Einbrüche, 2732 Diebstähle, 244 Autodiebstähle und fünf Brandstiftungen.

## Söhne und Töchter der Stadt
- Carl Hiaasen (* 1953), Journalist und Schriftsteller
- Blake Geoffrion (* 1988), Eishockeyspieler und -funktionär
- Jaycob Megna (* 1992), Eishockeyspieler
- Sloane Stephens (* 1993), Tennisspielerin
- Kassidy Cook (* 1995), Wasserspringerin
- XXXTentacion (Jahseh Dwayne Onfroy) (1998–2018), Rapper und Sänger
- Tyson Campbell (* 2000), American-Football-Spieler
- Patrick Surtain II (* 2000), American-Football-Spieler
- Tenzing Norgay Trainor (* 2001), Schauspieler, Kinderdarsteller und Synchronsprecher